# Емілія Гогенлое-Лангенбурзька
Емі́лія Фредері́ка Крістіа́на Гогенло́е-Лангенбу́рзька (нім. Emilie Friederike Christiane, Prinzessin zu Hohenlohe-Langenburg, 27 січня 1793 — 20 липня 1859) — принцеса Гогенлое-Лангенбурзька, донька князя Гогенлое-Лангенбургу Карла Людвіга та Амалії Генрієтти Сольмс-Барутської, дружина графа Фрідріха Людвіга Кастел-Кастельського.

## Біографія
Емілія народилась 27 січня 1793 року у Лангенбурзі четвертою дитиною та донькою в родині князя Гогенлое-Лангенбурзького Карла Людвіга та його дружини Амалії Генрієтти Сольмс-Барутської. Мала старших сестер Єлизавету та Констанцу, ще одна — Луїза, померла до її народження.
У 23 років Емілію узяв за дружину граф та сеньйор Кастел-Кастельський Фрідріх Людвіг, старший від неї на рік. Він був первістком в родині Альбрехта Карла Фрідріха Кастелл-Кастелльського, чиє графство було медіатизовано у 1806 році. Їхні землі відійшли Пфальцу та Баварії, а рід було внесено до реєстру баварського дворянства.
Весілля відбулося 25 червня 1816 року у Лангенбурзі. У шлюбі народила восьмеро дітей
Графиня пішла з життя 20 липня 1859 року у Кастелі. Там же і похована.

## Родина
Чоловік — Фрідріх Людвіг Кастел-Кастельський
Діти:
- Іда (1817—1882) — дружина графа Сольмс-Віденфельського Фрідіха Магнуса III, мала із ним шестеро дітей;
- Адельгейда (1818—1900) — дружина графа Ліппе-Бістерфельдського Юліуса, мала чотирнадцятеро дітей;
- Еліза (1819—1900) — одружена не була, дітей не мала;
- Клотильда (1821—1860) — дружина князя Ройсс-Кестрицький Генріха II, мали трьох синів;
- Йоганна (1822—1863) — дружина графа Ізенбург-Бюдінген-Меєргольц Карла, мала шестеро дітей;
- Гуго (1823—1824) — помер немовлям;
- Карл (1826—1886) — граф та сеньйор Кастел-Кастельський, був одруженим з графинею Сольмс-Рьодельгаймською та Ассенгаймською Еммою, мав семеро дітей;
- Густав (1829—1910) — був одруженим з графинею Єлизаветою фон Брюль, мав трьох дітей.